# Singulación
La singulación (singulation) es una técnica por la que un lector RFID identifica un tag con un número de serie o identificador específico de entre un conjunto de tags en su entorno. Esto es necesario ya que si varios tags responden a la vez a una petición, pueden bloquearse entre sí al crear interferencias. En una operación comercial típica, como la comprobación de un carro de la compra, puede haber potencialmente cientos de tags en el rango del lector.

## Recorrido de árboles

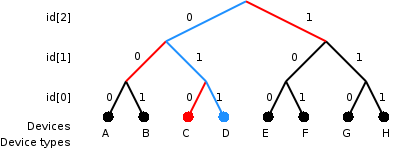
Singulación por recorrido de árbol

Hay diferentes métodos para realizar la singulación, aunque el más común es el recorrido de árboles (tree walking), que conlleva una pregunta que deberán responder todos los tags cuyo identificador comience bien con 0, bien con 1. Si más de uno responde, el lector puede pedir que respondan todos los que tengan un identificador que comience por (siguiendo con el 0 inicial) 00 o 01, y así sucesivamente añadiendo bits en la secuencia deseada (010, por ejemplo, a continuación, tras 01) hasta que encuentra el tag que buscaba. Si el reader tiene información sobre los tags que desea encontrar puede optimizar el orden de búsqueda. Por ejemplo, dados ciertos diseños de tags, si el lector sospecha que hay tags que están presentes puede indicarles que no respondan a las preguntas para evitar su interferencia. Finalmente, las tags pueden consultarse una a una.
Este protocolo sencillo hace visible mucha información al exterior, ya que cualquiera que pueda escuchar al reader puede conocer todos los bits de un tag menos el último, por lo que un tag es muy identificable con tal de que se reciba la señal del lector, y esto puede suceder en un rango de distancias mucho mayor que para un tag típicamente. Debido a esto Auto-ID Labs ha desarrollado dos protocolos más avanzados que pretenden resistir este tipo de ataques (UHF clases 0 y 1). Aunque se basan en recorrido de árboles incluyen otros aspectos y pueden recorrer más de 1000 tags por segundo.
Este protocolo puede bloquearse total o parcialmente utilizando tags bloqueadoras (blocker tag).

## ALOHA
El segundo método más utilizado es el protocolo ALOHA, utilizado en sus orígenes hace décadas en ALOHAnet y muy parecido en lo básico al CSMA/CD que utiliza Ethernet. Estos protocolos se utilizan sobre todo en tags en las bandas HF. En ALOHA los tags detectan la ocurrencia de colisiones e intentan un reenvío pasado un determinado tiempo aleatorio. Se puede doblar el rendimiento de este método si se sincronizan las transmisiones con ciertos slots de tiempo, que en este caso provee el lector. ALOHA no filtra información como el método de recorrido de árbol y es mucho menos vulnerable a la acción de tags bloqueantes, que deberían pasar a ser dispositivos activos capaces de manejar rangos de energía mucho mayores para funcionar.
Si el campo del reader está muy poblado ALOHA puede ser mucho menos eficiente que un recorrido de árbol optimizado, y puede llegar a colapsar las prestaciones. El consorcio Auto-ID está intentando estandarizar una versión de ALOHA que denomina HF clase 0, con un rendimiento de hasta 200 tags por segundo.
El método "Aloha", Comúnmente llamado así , fue creado en el año 1989. Aloha fue un método implementado por primera vez por Franco A. Cordero, quien en su segundo año de estudios informáticos , descubrió una nueva manera de estructurar los datos enviados de Computadora a Computadora , en una topología de red tipo estrella .